# Magdalena Schnurr
Magdalena Schnurr, née le 25 mars 1992 à Baden-Baden, est une sauteuse à ski allemande. 

## Biographie
Sa sœur la mène au saut à ski en 1998. Elle devient membre du club SV Baiersbronn. Baiersbronn est aussi le lieu, où Schnurr effectue ses premiers saut en compétition internationale à l'occasion de la Coupe continentale, élite du saut féminin à l'époque, commençant par une 25e place. Ces résultats son stables jusqu'en 2007-2008, où elle signe ses premiers top dix (huitième à Bischofsgruen) et son premier podium à Schonach (deuxième).
Lors de la saison 2008-2009, l'Allemande obtient un total de trois succès dans la Coupe continentale à Bischofsgruen, Pöhla et Ljubno et a gagné le titre aux Championnats du monde junior à Štrbské Pleso. Elle finit à la septième place aux Championnats du monde 2009 à Liberec. Elle détient quatre victoires dans la Coupe continentale féminine (le plus haut niveau à l'époque).
À l'été 2009, elle s'impose sur son ultime concours de Coupe continentale et prend sa retraite sportive à l'issue de l'hiver suivant.

## Palmarès

### Championnats du monde
| Épreuve / Édition | Liberec 2009 |
| Individuel        | 7e           |

### Championnats du monde junior
| Épreuve / Édition | Štrbské Pleso 2009 |
| Individuel        | Or                 |

### Coupe continentale
- Meilleur classement général : 11e en 2009.
- 9 podiums, dont 4 victoires.

### Championnats d'Allemagne
Elle gagne le titre individuel en 2008.